# Europaparlamentsvalet i Lettland 2004
Europaparlamentsvalet i Lettland 2004 ägde rum lördagen den 12 juni 2004. Knappt 1,4 miljoner personer var röstberättigade i valet om de nio mandat som Lettland hade tilldelats innan valet. Lettland var inte uppdelat i några valkretsar, utan fungerade som en enda valkrets i valet. I valet tillämpade landet ett valsystem med partilistor, Sainte-Laguës metod och en spärr på 5 procent för småpartier. Valet var det första Europaparlamentsvalet som hölls i Lettland, som hade anslutit sig till unionen den 1 maj 2004.
Valets främsta vinnare var det nationalkonservativa partiet Fosterland och frihet, som erhöll över 30 procent av rösterna och därmed fyra mandat. Det konservativa partiet Ny era kom på andra plats med knappt 20 procent av rösterna och två mandat. Även För mänskliga rättigheter i enade Lettland, Lettiska folkpartiet och Lettiska vägen erhöll tillräckligt med röster för att vinna ett mandat var. Däremot lyckades inte Lettlands socialdemokratiska arbetarparti komma över femprocentsspärren och vinna något mandat. Lettland blev därmed den enda medlemsstaten i valet 2004 som inte var representerad i Socialdemokratiska gruppen i Europaparlamentet.
Valdeltagandet var lågt; endast 41,34 procent av de röstberättigade valde att rösta i valet. Detta kan jämföras med valdeltagandet på runt 70 procent i Lettlands nationella parlamentsval. Valdeltagandet låg dock ganska nära det genomsnittliga valdeltagandet i hela unionen, och var ett av de högsta bland de medlemsstater som hade anslutit sig till unionen samma år.

## Valresultat
| |         |  |         |        |
| | Andel   |  | Antal   | Mandat |
| Fosterland och frihet                                                                                | 30,08 % |  | 171 859 | 4      |
| Fosterland och frihet                                                                                |         |  |         |        |
| Ny era                                                                                               | 19,88 % |  | 113 593 | 2      |
| Ny era                                                                                               |         |  |         |        |
| För mänskliga rättigheter i enade Lettland                                                           | 10,75 % |  | 61 401  | 1      |
| För mänskliga rättigheter i enade Lettland                                                           |         |  |         |        |
| Lettiska folkpartiet                                                                                 | 6,71 %  |  | 38 324  | 1      |
| Lettiska folkpartiet                                                                                 |         |  |         |        |
| Lettiska vägen                                                                                       | 6,60 %  |  | 37 724  | 1      |
| Lettiska vägen                                                                                       |         |  |         |        |
| Övriga partier och kandidater                                                                        | 25,98 % |  | 148 463 | 0      |
| Övriga partier och kandidater                                                                        |         |  |         |        |
| Ogiltiga och blanka röster                                                                           | 1,13 %  |  | 6 517   | 0      |
| Ogiltiga och blanka röster                                                                           |         |  |         |        |
| Valdeltagande                                                                                        | 41,34 % |  | 577 881 | 9      |
| Valdeltagande                                                                                        |         |  |         |        |
| Antal röstberättigade 1 397 736 03 EPP-ED 00 PES 01 ALDE 01 G/EFA 00 GUE/NGL 00 IND/DEM 04 UEN 00 NI |         |  |         |        |